# Оскар (кинопремия, 1975)
47-я церемония вручения наград премии «Оскар» за заслуги в области кинематографа за 1974 год прошла 8 апреля 1975 года в Dorothy Chandler Pavilion (Лос-Анджелес, Калифорния).

## Фильмы, получившие несколько номинаций
| Фильм                                                             | номинации | награды |
| ----------------------------------------------------------------- | --------- | ------- |
| • Крёстный отец 2 / The Godfather Part II                         | 11        | 6       |
| • Китайский квартал / Chinatown                                   | 11        | 1       |
| • Ад в поднебесье / The Towering Inferno                          | 8         | 3       |
| • Убийство в «Восточном экспрессе» / Murder on the Orient Express | 6         | 1       |
| • Ленни / Lenny                                                   | 6         | -       |
| • Землетрясение / Earthquake                                      | 4         | 1 + 1   |
| • Алиса здесь больше не живёт / Alice Doesn't Live Here Anymore   | 3         | 1       |
| • Разговор / The Conversation                                     | 3         | -       |
| • Американская ночь / La nuit américaine                          | 3         | -       |
| • Сверкающие сёдла / Blazing Saddles                              | 3         | -       |
| • Великий Гэтсби / The Great Gatsby                               | 2         | 2       |
| • Гарри и Тонто / Harry and Tonto                                 | 2         | 1       |
| • Женщина под влиянием / A Woman Under the Influence              | 2         | -       |
| • Молодой Франкенштейн / Young Frankenstein                       | 2         | -       |
| • Маленький принц / The Little Prince                             | 2         | -       |

## Список лауреатов и номинантов
★ Победители выделены отдельным цветом. 

### Основные категории
| Категории                         | Лауреаты и номинанты                                                                         | Лауреаты и номинанты                                                                                                |                                                                                                  |
| --------------------------------- | -------------------------------------------------------------------------------------------- | --- | ------------------------------------------------------------------------------------------------ |
| Лучший фильм                      | ★ Крёстный отец 2 (продюсер: Фрэнсис Форд Коппола, сопродюсеры: Грэй Фредериксон и Фред Рус) | ★ Крёстный отец 2 (продюсер: Фрэнсис Форд Коппола, сопродюсеры: Грэй Фредериксон и Фред Рус)                        |                                                                                                  |
| Лучший фильм                      | • Китайский квартал / Chinatown (продюсер: Роберт Эванс)                                     | |                                                                                                  |
| Лучший фильм                      | • Разговор / The Conversation (продюсер: Фрэнсис Форд Коппола, сопродюсер: Фред Рус)         | |                                                                                                  |
| Лучший фильм                      | • Ленни / Lenny (продюсер: Марвин Ворф)                                                      | |                                                                                                  |
| Лучший фильм                      | • Ад в поднебесье / The Towering Inferno (продюсер: Ирвин Аллен)                             | |                                                                                                  |
| Лучший режиссёр                   | Фрэнсис Форд Коппола                                                                         | ★ Фрэнсис Форд Коппола за фильм «Крёстный отец 2»                                                                   |                                                                                                  |
| Лучший режиссёр                   | Фрэнсис Форд Коппола                                                                         | • Роман Полански — «Китайский квартал»                                                                              |                                                                                                  |
| Лучший режиссёр                   | Фрэнсис Форд Коппола                                                                         | • Франсуа Трюффо — «Американская ночь»                                                                              |                                                                                                  |
| Лучший режиссёр                   | Фрэнсис Форд Коппола                                                                         | • Боб Фосс — «Ленни»                                                                                                |                                                                                                  |
| Лучший режиссёр                   | Фрэнсис Форд Коппола                                                                         | • Джон Кассаветис — «Женщина под влиянием»                                                                          |                                                                                                  |
| Лучший актёр                      |                                                                                              | ★ Арт Карни — «Гарри и Тонто» (за роль Гарри Кумбса)                                                                |                                                                                                  |
| Лучший актёр                      | • Альберт Финни — «Убийство в „Восточном экспрессе“» (за роль Эркюля Пуаро)                  | |                                                                                                  |
| Лучший актёр                      | • Дастин Хоффман — «Ленни» (за роль Ленни Брюса)                                             | |                                                                                                  |
| Лучший актёр                      | • Джек Николсон — «Китайский квартал» (за роль Джейка Гиттеса)                               | |                                                                                                  |
| Лучший актёр                      | • Аль Пачино — «Крёстный отец 2» (за роль Майкла Корлеоне)                                   | |                                                                                                  |
| Лучшая актриса                    |                                                                                              | ★ Эллен Бёрстин — «Алиса здесь больше не живёт» (за роль Алисы Хайатт)                                              |                                                                                                  |
| Лучшая актриса                    | • Дайан Кэрролл — «Клодин» (за роль Клодин Прайс)                                            | |                                                                                                  |
| Лучшая актриса                    | • Фэй Данауэй — «Китайский квартал» (за роль Эвелин Кросс Малрей)                            | |                                                                                                  |
| Лучшая актриса                    | • Валери Перрин — «Ленни» (за роль Хани Брюс)                                                | |                                                                                                  |
| Лучшая актриса                    | • Джина Роулендс — «Женщина под влиянием» (за роль Мэйбл Лонгетти)                           | |                                                                                                  |
| Лучший актёр второго плана        | Роберт Де Ниро                                                                               | ★ Роберт Де Ниро — «Крёстный отец 2» (за роль Вито Корлеоне)                                                        |                                                                                                  |
| Лучший актёр второго плана        | Роберт Де Ниро                                                                               | • Фред Астер — «Ад в поднебесье» (за роль Харли Клэйборна)                                                          |                                                                                                  |
| Лучший актёр второго плана        | Роберт Де Ниро                                                                               | • Джефф Бриджес — «Громобой и Быстроножка» (за роль «Быстроножки»)                                                  |                                                                                                  |
| Лучший актёр второго плана        | Роберт Де Ниро                                                                               | • Майкл В. Гаццо — «Крёстный отец 2» (за роль Фрэнки Пентанджели)                                                   |                                                                                                  |
| Лучший актёр второго плана        | Роберт Де Ниро                                                                               | • Ли Страсберг — «Крёстный отец 2» (за роль Хаймана Рота)                                                           |                                                                                                  |
| Лучшая актриса второго плана      |                                                                                              | ★ Ингрид Бергман — «Убийство в „Восточном экспрессе“» (за роль Греты Олссон)                                        |                                                                                                  |
| Лучшая актриса второго плана      | • Валентина Кортезе — «Американская ночь» (за роль Северины)                                 | |                                                                                                  |
| Лучшая актриса второго плана      | • Мэдлин Кан — «Сверкающие сёдла» (за роль Лили фон Штапп)                                   | |                                                                                                  |
| Лучшая актриса второго плана      | • Дайан Ладд — «Алиса здесь больше не живёт» (за роль Фло Кастлберри)                        | |                                                                                                  |
| Лучшая актриса второго плана      | • Талия Шайр — «Крёстный отец 2» (за роль Конни Корлеоне)                                    | |                                                                                                  |
| Лучший оригинальный сценарий      | Роберт Таун                                                                                  | ★ Роберт Таун — «Китайский квартал»                                                                                 |                                                                                                  |
| Лучший оригинальный сценарий      | Роберт Таун                                                                                  | • Роберт Гетчелл — «Алиса здесь больше не живёт»                                                                    |                                                                                                  |
| Лучший оригинальный сценарий      | Роберт Таун                                                                                  | • Фрэнсис Форд Коппола — «Разговор»                                                                                 |                                                                                                  |
| Лучший оригинальный сценарий      | Роберт Таун                                                                                  | • Франсуа Трюффо, Жан-Луи Ришар и Сюзанн Шиффман — «Американская ночь»                                              |                                                                                                  |
| Лучший оригинальный сценарий      | Роберт Таун                                                                                  | • Пол Мазурски и Джош Гринфелд — «Гарри и Тонто»                                                                    |                                                                                                  |
| Лучший адаптированный сценарий    | Марио Пьюзо                                                                                  | ★ Фрэнсис Форд Коппола и Марио Пьюзо — «Крёстный отец 2» (по роману Марио Пьюзо «Крёстный отец»)                    | ★ Фрэнсис Форд Коппола и Марио Пьюзо — «Крёстный отец 2» (по роману Марио Пьюзо «Крёстный отец») |
| Лучший адаптированный сценарий    | Марио Пьюзо                                                                                  | • Мордехай Рихлер и Лайонел Четвинд — «Ученичество Дадди Крэвица» (по одноимённому роману Мордехая Рихлера)         |                                                                                                  |
| Лучший адаптированный сценарий    | Марио Пьюзо                                                                                  | • Джулиан Бэрри — «Ленни» (по одноимённой пьесе автора)                                                             |                                                                                                  |
| Лучший адаптированный сценарий    | Марио Пьюзо                                                                                  | • Пол Ден — «Убийство в „Восточном экспрессе“» (по одноимённому роману Агаты Кристи)                                |                                                                                                  |
| Лучший адаптированный сценарий    | Марио Пьюзо                                                                                  | • Джин Уайлдер и Мел Брукс — «Молодой Франкенштейн» (по роману Мэри Шелли «Франкенштейн, или Современный Прометей») |                                                                                                  |
| Лучший фильм на иностранном языке | ★ Амаркорд / Amarcord (Италия) реж. Федерико Феллини                                         | ★ Амаркорд / Amarcord (Италия) реж. Федерико Феллини                                                                |                                                                                                  |
| Лучший фильм на иностранном языке | • Кошки-мышки / Macskajáték (Венгрия) реж. Карой Макк                                        | |                                                                                                  |
| Лучший фильм на иностранном языке | • Потоп / Potop (Польша) реж. Ежи Гофман                                                     | |                                                                                                  |
| Лучший фильм на иностранном языке | • Лакомб Люсьен / Lacombe Lucien (Франция) реж. Луи Маль                                     | |                                                                                                  |
| Лучший фильм на иностранном языке | • Перемирие / La tregua (Аргентина) реж. Серхио Ренан                                        | |                                                                                                  |

### Другие категории
| Категории                                                 | Лауреаты и номинанты |
| --------------------------------------------------------- | --- |
| Лучшая музыка: Original Dramatic Score                    | ★ Нино Рота и Кармайн Коппола — «Крёстный отец 2»                                                                                   |
| Лучшая музыка: Original Dramatic Score                    | • Джерри Голдсмит — «Китайский квартал»                                                                                             |
| Лучшая музыка: Original Dramatic Score                    | • Ричард Родни Беннетт — «Убийство в „Восточном экспрессе“»                                                                         |
| Лучшая музыка: Original Dramatic Score                    | • Алекс Норт — «Шэнкс» |
| Лучшая музыка: Original Dramatic Score                    | • Джон Уильямс — «Ад в поднебесье»                                                                                                  |
| Лучшая музыка: Запись песен к фильму, адаптация партитуры | ★ Нельсон Риддл (адаптация партитуры) — «Великий Гэтсби»                                                                            |
| Лучшая музыка: Запись песен к фильму, адаптация партитуры | • Алан Джей Лернер, Фредерик Лоу (запись песен), Анджела Морли, Дуглас Геймли (адаптация партитуры) — «Маленький принц»             |
| Лучшая музыка: Запись песен к фильму, адаптация партитуры | • Пол Уильямс (запись песен, адаптация партитуры), Джордж Элисон Типтон (адаптация партитуры) — «Призрак рая»                       |
| Лучшая песня к фильму                                     | ★ We May Never Love Like This Again — «Ад в поднебесье» — музыка и слова: Эл Кэша и Джоэл Хёршхорн                                  |
| Лучшая песня к фильму                                     | • Benji's Theme (I Feel Love) — «Бенджи» — музыка: Юэл Бокс, слова: Бетти Бокс                                                      |
| Лучшая песня к фильму                                     | • Blazing Saddles — «Сверкающие сёдла» — музыка: Джон Моррис, слова: Мел Брукс                                                      |
| Лучшая песня к фильму                                     | • Little Prince — «Маленький принц» — музыка: Фредерик Лоу, слова: Алан Джей Лернер                                                 |
| Лучшая песня к фильму                                     | • Wherever Love Takes Me — «Золото» — музыка: Элмер Бернстайн, слова: Дон Блэк                                                      |
| Лучший монтаж                                             | ★ Харольд Ф. Кресс, Карл Кресс — «Ад в поднебесье»                                                                                  |
| Лучший монтаж                                             | • Джон С. Ховард, Дэнфорд Б. Грин — «Сверкающие сёдла»                                                                              |
| Лучший монтаж                                             | • Сэм О’Стин — «Китайский квартал»                                                                                                  |
| Лучший монтаж                                             | • Дороти Спенсер — «Землетрясение»                                                                                                  |
| Лучший монтаж                                             | • Майкл Лучано — «Самый длинный ярд»                                                                                                |
| Лучшая операторская работа                                | ★ Фред Дж. Конекэмп и Джозеф Ф. Байрок — «Ад в поднебесье»                                                                          |
| Лучшая операторская работа                                | • Джон А. Алонсо — «Китайский квартал»                                                                                              |
| Лучшая операторская работа                                | • Филип Х. Лэтроп — «Землетрясение»                                                                                                 |
| Лучшая операторская работа                                | • Брюс Сёртис — «Ленни» |
| Лучшая операторская работа                                | • Джеффри Ансуорт — «Убийство в „Восточном экспрессе“»                                                                              |
| Лучшая работа художника                                   | ★ Дин Тавуларис, Анджело П. Грэхэм (постановщики), Джордж Р. Нельсон (декоратор) — «Крёстный отец 2»                                |
| Лучшая работа художника                                   | • Ричард Силберт, В. Стюарт Кэмпбелл (постановщики), Руби Р. Левитт (декоратор) — «Китайский квартал»                               |
| Лучшая работа художника                                   | • Александр Голицын, Э. Престон Амес (постановщики), Фрэнк Р. МакКелви (декоратор) — «Землетрясение»                                |
| Лучшая работа художника                                   | • Питер Элленшоу, Джон Б. Мэнсбридж, Уолтер Х. Тайлер, Эл Рулофс (постановщики), Хэл Гаусман (декоратор) — «Остров на вершине мира» |
| Лучшая работа художника                                   | • Уильям Дж. Кребер, Уорд Престон (постановщики), Рафаэль Бреттон (декоратор) — «Ад в поднебесье»                                   |
| Лучший дизайн костюмов                                    | ★ Тиони В. Олдридж — «Великий Гэтсби»                                                                                               |
| Лучший дизайн костюмов                                    | • Антея Силберт — «Китайский квартал»                                                                                               |
| Лучший дизайн костюмов                                    | • Джон Фарнисс — «Дейзи Миллер» |
| Лучший дизайн костюмов                                    | • Теадора Ван Ранкл — «Крёстный отец 2»                                                                                             |
| Лучший дизайн костюмов                                    | • Тони Уолтон — «Убийство в „Восточном экспрессе“»                                                                                  |
| Лучший звук                                               | ★ Рональд Пирс, Мелвин М. Меткалф ст. — «Землетрясение»                                                                             |
| Лучший звук                                               | • Чарльз Гренцбах, Ларри Джост — «Китайский квартал»                                                                                |
| Лучший звук                                               | • Уолтер Мёрч, Арт Рочестер — «Разговор»                                                                                            |
| Лучший звук                                               | • Теодор Содерберг, Херман Льюис — «Ад в поднебесье»                                                                                |
| Лучший звук                                               | • Ричард Портман, Джин С. Кантамесса — «Молодой Франкенштейн»                                                                       |
| Лучший документальный полнометражный фильм                | ★ Сердца и мысли / Hearts and Minds (продюсеры: Питер Дэвис и Берт Шнайдер)                                                         |
| Лучший документальный полнометражный фильм                | • Антония: Портрет женщины / Antonia: A Portrait of the Woman (продюсеры: Джуди Коллинз и Джилл Годмилоу)                           |
| Лучший документальный полнометражный фильм                | The Challenge... A Tribute to Modern Art}} / The Challenge... A Tribute to Modern Art (продюсер: Херберт Кляйн)                     |
| Лучший документальный полнометражный фильм                | • המכה ה-81 / המכה ה-81 (Ha-Makah Hashmonim V'Echad) (продюсеры: Жак Эрлих, Дэвид Бергман и Хаим Гури)                              |
| Лучший документальный полнометражный фильм                | • The Wild and the Brave / The Wild and the Brave (продюсеры: Натали Р. Джонс и Юджин С. Джонс)                                     |
| Лучший документальный короткометражный фильм              | ★ Не надо / Don't (продюсер: Робин Леман)                                                                                           |
| Лучший документальный короткометражный фильм              | • City Out of Wilderness / City Out of Wilderness (продюсер: Френсис Томпсон)                                                       |
| Лучший документальный короткометражный фильм              | • Exploratorium / Exploratorium (продюсер: Джон Бурстин)                                                                            |
| Лучший документальный короткометражный фильм              | • John Muir's High Sierra / John Muir's High Sierra (продюсеры: Девитт Джонс и Лесли Фостер)                                        |
| Лучший документальный короткометражный фильм              | • Naked Yoga / Naked Yoga (продюсеры: Рональд С. Касс и Мервин Ллойд)                                                               |
| Лучший игровой короткометражный фильм                     | ★ Одноглазые короли / Les... borgnes sont rois (продюсеры: Поль Клодон и Эдмон Сешан)                                               |
| Лучший игровой короткометражный фильм                     | • / Climb (продюсер: Девитт Джонс)                                                                                                  |
| Лучший игровой короткометражный фильм                     | • Концерт / The Concert (продюсеры: Джулиан Шагрин и Клод Шагрин)                                                                   |
| Лучший игровой короткометражный фильм                     | • / Planet Ocean (продюсер: Джордж Кэйси)                                                                                           |
| Лучший игровой короткометражный фильм                     | • / The Violin (продюсеры: Эндрю Уэлш и George Pastic)                                                                              |
| Лучший короткометражный фильм (анимация)                  | ★ Закрыто по понедельникам / Closed Mondays (продюсеры: Уилл Винтон и Боб Гардинер)                                                 |
| Лучший короткометражный фильм (анимация)                  | • Семья, живущая в стороне / The Family That Dwelt Apart (продюсеры: Ивон Маллетт и Роберт Верралл)                                 |
| Лучший короткометражный фильм (анимация)                  | • Голод / Hunger (продюсеры: Питер Фолдс и Рене Джодоин)                                                                            |
| Лучший короткометражный фильм (анимация)                  | • Движение дальше / Voyage to Next (продюсеры: Фэйт Хабли и Джон Хабли)                                                             |
| Лучший короткометражный фильм (анимация)                  | • Винни-Пух, а с ним и Тигра! / Winnie the Pooh and Tigger Too (продюсер: Вольфганг Райтерман)                                      |

### Специальные награды
| Награда                                                         | Лауреаты |
| --------------------------------------------------------------- | --- |
| Премия за особые достижения                                     | ★ Фрэнк Брендел, Глен Робинсон, Альберт Уитлок — «Землетрясение» — за визуальные эффекты                                                                  |
| Премия за выдающиеся заслуги в кинематографе (Почётный «Оскар») | ★ Говард Хоукс — великому американскому кинематографисту, чьи достижения позволили ему завоевать почётное место в мировом кино.                           |
| Премия за выдающиеся заслуги в кинематографе (Почётный «Оскар») | ★ Жан Ренуар — гению, с завидной преданностью работавшему в немом, звуковом, игровом, документальном и телевизионном кино, завоевав всемирное восхищение. |
| Награда имени Джина Хершолта                                    | ★ Артур Крим |

## Научно-технические награды
| Категории | Лауреаты |
| --------- | --- |
| Class I   | Не присуждалась |
| Class II  | • Джозеф Д. Келли (Glen Glenn Sound) — за разработку новых консолей управления звуком, которые продвинули уровень техники записи и перезаписи звука для кинопроизводства.            |
| Class II  | • Burbank SSD — за разработку новых консолей управления звуком, разработанных и изготовленных Quad-Eight Sound Corporation.                                                          |
| Class II  | • Samuel Goldwyn SSD — за оформление новой консоли управления звуком, разработанной и изготовленной Quad-Eight Sound Corporation.                                                    |
| Class II  | • Quad-Eight Sound Corp. — за проектирование и строительство новых консолей управления звуком, разработанных отделом звука Burbank Studios и отделом звука Samuel Goldwyn Studios.   |
| Class II  | • Уолдон О. Уотсон, Ричард Дж. Стампф, Роберт Дж. Леонард (Universal City SSD) — за разработку и проектирование системы Sensurround для демонстрации кинофильмов.                    |
| Class III | • Elemack Co., Рим, Италия — за дизайн и разработку тележки для камеры Spyder. |
| Class III | • Луи Ами (Universal City Studios) — за проектирование и изготовление платформы поршневой камеры, используемой при фотографировании специальных визуальных эффектов для кинофильмов. |